# Repomucenus olidus
Repomucenus olidus es una especie de peces de la familia Callionymidae en el orden de los Perciformes.

## Hábitat
Es un pez  de mar y de clima subtropical y demersal.

## Distribución geográfica
Se encuentra en la China, Taiwán y Corea del Sur.

## Observaciones
Es inofensivo para los humanos